# Elisabetta, regina d'Inghilterra
Personnages
- Elisabetta, Reine d'Angleterre (soprano)
- Le Comte de Leicester, Commandant de l'armée, (ténor)
- Matilda, secrètement mariée à Leicester (soprano)
- Enrico, frère de Matilda (contralto)
- Le Duc de Norfolk, (ténor)
- Guglielmo, Capitaine de la Garde Royale (ténor)
- Chevaliers, dames, nobles écossais, otages d'Elisabetta, officiers de Leicester, pages, gardes royaux, soldats, peuple (chœur).

Elisabetta, regina d'Inghilterra est un dramma per musica de Gioachino Rossini, sur un livret de Giovanni Schmidt tiré de la pièce Il paggio di Leicester (Le Page de Leicester) de Carlo Federici, elle-même tirée du roman The Recess (1785) de Sophia Lee. L'opéra a été créé au Teatro San Carlo à Naples le 4 octobre 1815 et est le premier des neuf opéras que Rossini a écrits pour le San Carlo, et un des dix-huit opéras qu'il a écrits durant son séjour à Naples.
Rossini a tiré des mélodies d'autres opéras pour composer Elisabetta, y compris l'ouverture, d'abord écrite pour Aureliano in Palmira, qui est devenue célèbre comme ouverture du Barbier de Séville.

## Distribution lors de la création
| Rôle       | Voix      | Interprète          |
| ---------- | --------- | ------------------- |
| Elisabetta | soprano   | Isabella Colbran    |
| Leicester  | ténor     | Andrea Nozzari      |
| Matilde    | soprano   | Girolama Dardanelli |
| Enrico     | contralto | Maria Manzi         |
| Norfolk    | ténor     | Manuel Garcia       |
| Guglielmo  | ténor     | Gaetano Chizzola    |

## Argument

### Acte I
Salle du Trône à Whitehall Palace
Les courtisans applaudissent le retour du comte de Leicester, favori de la reine. Tous sauf Norfolk, qui est dévoré de jalousie. Entre Elisabetta, exprimant sa joie du retour de l'être aimé (Quant'è grato all'alma mia/Combien je suis reconnaissant à mon âme), et le récompense avec un titre de chevalier. Leicester conduit à Elisabetta des prisonniers écossais : parmi eux se trouvent l'épouse de Leicester, Matilda (déguisée en garçon), la fille de Mary, Reine d'Écosse, et son frère Enrico.
Quand ils sont seuls, Leicester adresse des reproches pour sa hardiesse à sa femme (Duo : Incauta, che festi/Imprudents, qui hurle). Parce qu'elle est la fille de Marie, reine d'Écosse, elle est en danger. Matilda apprend à Leicester que la reine l'aime également. Elle pleure son malheur: (Aria : Senta non intourna voce/N'écoutez pas la voix). Leicester décide que, pour éviter les soupçons, il ne parlera ni de Mathilde ni de son frère Enrico.
Appartements royaux
Leicester apprend son mariage secret à Norfolk, qui à son tour le révèle à Elisabetta (Duo: Perche mai, destin crudele/Pourquoi, la destinée cruelle). La reine médite sa vengeance, en offrant sa main et la couronne d'Angleterre à Leicester. Devant son refus, cependant, Elisabetta révèle le mariage de Leicester, et le fait arrêter avec Enrico et Matilda.

### Acte II
Salles du Palais
Elisabetta et Matilda se rencontrent et se disputent violemment. Alors la reine propose le salut pour tous à la condition qu'elle renonce à Leicester (parce qu'elle veut l'épouser). Matilda est sur le point de céder, mais rejointe par Leicester, ils déclarent qu'ils préféreraient mourir plutôt que d'être séparés.
En dehors de la Tour de Londres
Le peuple déplore la prochaine exécution de Leicester. Norfolk, condamné à l'exil, apparaît. Il incite la foule de tenter de libérer Leicester.
La cellule de la prison de Leicester
Leicester déplore son sort. Norfolk entre et convainc Leicester qu'il a supplié la reine de lui pardonner, alors qu'il l'a trahi. La Reine vient voir Leicester avant sa mort. Norfolk est caché, ainsi que Matilda et Enrico. Leicester apprend de la reine que Norfolk l'accuse. Norfolk apparaît avec un poignard pour assassiner la reine, quand Matilda sort et se jette entre eux. La Reine condamne Norfolk à mort (Fellon, la pena avrai/Villain, vous allez), et, dans l'aria, Bell'ame Générose et accorde son pardon à Leicester et aux prisonniers écossais. Elle bénit le mariagee de Matilda et Leicester.

## Structure de l'opéra
- Ouverture

### Acte I
- 1 Introduction Più lieta, più bella (Coro, Norfolk)
- 2 Chœur et Cavatine  Esulta, Elisa, omai - Quant'è grato all'alma mia (Elisabetta)
- 3 Chœur Vieni, o prode
- 4 Duo Incauta, che festi? (Leicester, Matilde)
- 5 Cavatine Sento un'interna voce (Matilde)
- 6 Duetto Perché mai, destin crudele (Norfolk, Elisabetta)
- 7 Final du premier acte Se mi serbasti il soglio (Elisabetta, Leicester, Matilde, Enrico, Guglielmo, Chœur)

### Acte II
- 8 Terzetto Pensa che sol per poco (Elisabetta, Matilde, Leicester)
- 9 Chœur, scène et cavatine Qui soffermiamo il piè - Deh troncate i ceppi suoi (Norfolk)
- 10 Scena et aria Della cieca fortuna (Leicester)
- 11 Duo Deh scusa i trasporti (Leicester, Norfolk)
- 12 Final du second acte Fellon, la pena avrai (Elisabetta, Norfolk, Leicester, Guglielmo, Matilde, Enrico, Coro)

## Productions notables
La première anglaise a eu lieu au King’s Theatre à Londres le 30 avril 1818. La création à Paris au Théâtre italien s'est faite le 10 septembre 1822. Il ne semble pas que l'œuvre ait été montée sur scène entre 1841 et 1968 à Londres. L'opéra a été joué à Édimbourg le 4 septembre 1972 sous la direction de Gianandrea Gavazzeni, à Aix-en-Provence en 1975 avec Montserrat Caballé et Valerie Masterson.

## Discographie
| Année | Distribution (Elisabetta, Leicester, Matilde, Norfolk)            | Chef d'orchestre  |
| ----- | ----------------------------------------------------------------- | ----------------- |
| 1953  | Maria Vitale, Giuseppe Campora, Lina Pagliughi, Antonio Pirino    | Alfredo Simonetto |
| 1970  | Leyla Gencer, Umberto Grilli, Sylvia Geszty, Pietro Bottazzo      | Nino Sanzogno     |
| 1975  | Montserrat Caballé, José Carreras, Valerie Masterson, Ugo Benelli | Gianfranco Masini |
| 1985  | Lella Cuberli, Antonio Savastano, Daniela Dessì, Rockwell Blake   | Gabriele Ferro    |
| 2001  | Jennifer Larmore, Bruce Ford, Majella Cullagh, Antonino Siragusa  | Giuliano Carella  |
| 2004  | Sonia Ganassi, Bruce Sledge, Mariola Cantarero, Antonino Siragusa | Renato Palumbo    |